# Islamizzazione dell'Albania
L'islamizzazione dell'Albania avvenne in seguito alla conquista ottomana della regione avviata nel 1385. L'amministrazione ottomana favorì la diffusione dell'islam in Albania attraverso le varie politiche e incentivi fiscali, le reti commerciali e i legami religiosi transnazionali. Nei primi secoli di dominio ottomano, la diffusione dell'islam in Albania fu lenta e si intensificò principalmente durante il XVII e il XVIII secolo a causa, in parte, della maggiore integrazione sociale e militare ottomana, ai fattori geopolitici e al crollo delle strutture ecclesiastiche. Importante contributo lo dettero le confraternite islamiche attive nel territorio.
Fu uno degli sviluppi più significativi nella storia albanese poiché gli albanesi in Albania passarono dall'essere una popolazione in gran parte cristiana (cattolica e ortodossa) a una popolazione principalmente musulmana sunnita, pur mantenendo significative minoranze cristiane etniche albanesi in alcune regioni. La situazione risultante fu che l'islam sunnita divenne la più grande fede nell'area etnolinguistica albanese. Tuttavia anche altre fedi rimasero presenti in un mosaico regionale che giocò una grande influenza nel plasmare lo sviluppo politico dell'Albania nel tardo periodo ottomano. Oltre ai cambiamenti religiosi, la conversione all'islam portò anche ad altre trasformazioni sociali e culturali che plasmarono e influenzarono gli albanesi e la cultura albanese.

## Storia

### Primo periodo ottomano

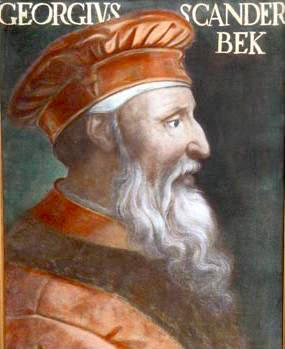
Scanderbeg (1405-1468)

Gli albanesi iniziarono a convertirsi all'Islam quando entrarono a far parte dell'Impero ottomano alla fine del XIV secolo. L'Albania differisce da altre regioni dei Balcani come la Bulgaria e la Bosnia in quanto fino al 1500 l'Islam rimase confinato ai membri dell'unita aristocrazia e agli scarsi avamposti militari degli Yörük. All'inizio degli anni 1430, il dominio ottomano fu sfidato dai feudatari albanesi dell'Albania settentrionale e centrale e di contro gli ottomani risposero con due campagne militari. Le sconfitte albanesi portarono gli ottomani ad assegnare molta terra ai timar dell'Anatolia e un quarto alle élite albanesi. Le prime conversioni all'Islam da parte di alcune delle élite cristiane albanesi permisero loro di mantenere alcuni precedenti privilegi politici ed economici e di unirsi alla classe emergente dei timar o detentori di proprietà dei sipahi nel nuovo sistema ottomano.
Tra alcune di queste figure aristocratiche c'era Giorgio Castriota (Scanderbeg) che mentre era al servizio degli ottomani si convertì all'Islam e tornò in seguito al cristianesimo durante la rivolta dell'Albania settentrionale della fine del XV secolo da lui iniziata. In tal modo, ordinò anche ad altri che avevano abbracciato l'Islam e che erano coloni musulmani di convertirsi al cristianesimo o di affrontare la morte. Scanderbeg ricevette l'assistenza militare dal Regno di Napoli che inviò nel 1452 Ramon d'Ortafà che fu nominato viceré d'Albania e incaricato di mantenere il cattolicesimo tra la popolazione locale dalla diffusione dell'Islam.
Durante i conflitti tra Scanderbeg e gli ottomani, le varie battaglie e incursioni spinsero il sultano Maometto II a costruire in pianura la fortezza di Elbasan (1466) per contrastare la resistenza proveniente dalle roccaforti montane. Durante la rivolta di Scanderbeg, molti musulmani ed ebrei nell'area di Valona furono uccisi e alcuni fuggirono in Italia o a Istanbul. Prima e dopo la morte di Scanderbeg (1468), parti dell'aristocrazia albanese, per sfuggire alla conquista ottomana, emigrarono nell'Italia meridionale con un certo numero di albanesi i cui discendenti risiedono ancora in molti villaggi in cui si stabilirono. Un'altra rivolta albanese contro il dominio ottomano avvenne nel 1481.

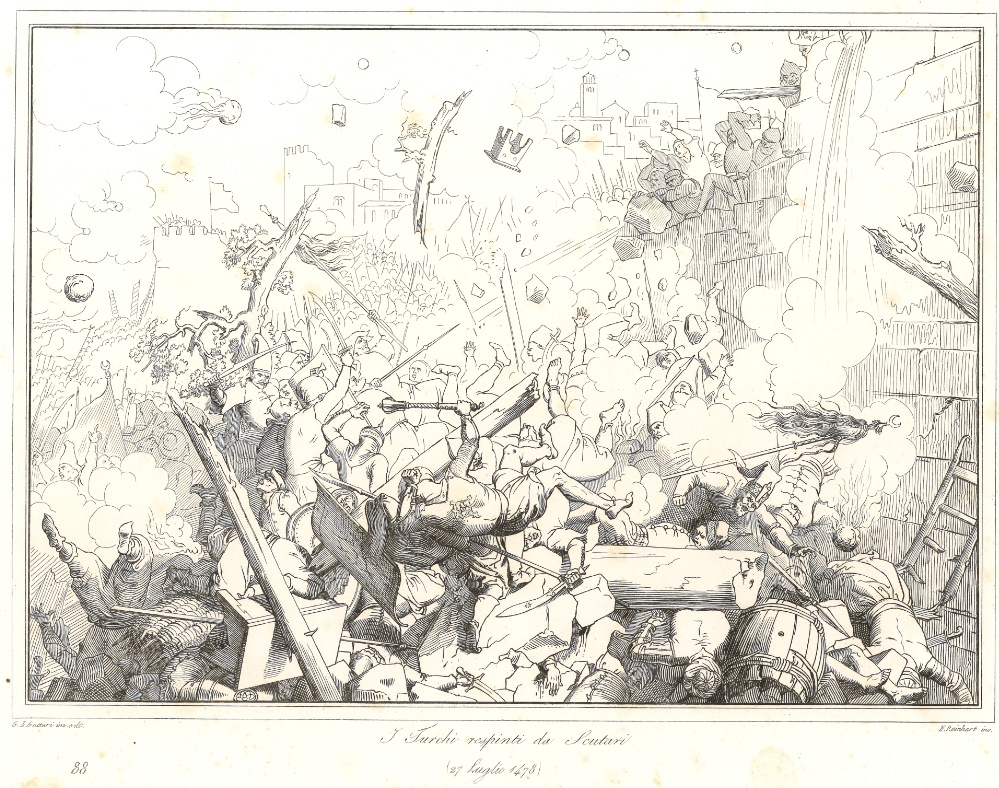
Assedio di Scutari, 1478

Anche molto tempo dopo la caduta di Scanderbeg, vaste regioni della campagna albanese si ribellavano frequentemente al dominio ottomano, spesso sostenendo ingenti costi umani, inclusa la decimazione di interi villaggi. Negli anni '70 del Cinquecento, a Elbasan e Reka iniziò un tentativo concertato da parte dei governanti ottomani per convertire la popolazione nativa all'Islam al fine di fermare il verificarsi di ribellioni stagionali; una ribellione fallita nel 1596 tra i cattolici del nord precedette una serie di pesanti misure punitive che inducevano alla conversione all'Islam.
Il picco dell'islamizzazione in Albania si verificò molto più tardi rispetto ad altre aree islamizzate o parzialmente islamizzate: i dati del censimento ottomano del XVI secolo mostravano che i sangiaccati in cui vivevano gli albanesi rimasero prevalentemente cristiani, con i musulmani che costituivano non più del 5% nella maggior parte delle aree, mentre durante lo stesso periodo i musulmani erano già aumentati a grandi proporzioni in alcune parti della Bosnia (il 46% in Bosnia, il 43% in Erzegovina, il 100% nella Sarajevo urbana), della Grecia settentrionale (17,5% a Trikala), della Macedonia urbana (Skopje e Bitola entrambe al 75%) e della Bulgaria orientale (il 72% Silistra, l'88% a Chirmen, il 22% a Nikopol). Successivamente, nel XIX secolo, quando il processo di islamizzazione si interruppe nella maggior parte dei Balcani, continuò a fare progressi significativi in Albania, soprattutto nel sud.
Nel primo periodo del dominio ottomano le aree che formavano l'Albania contemporanea furono riorganizzate in un'unità amministrativa chiamata Sancak-i Arnavid o Sancak-i Arnavud (Sangiaccato di Albania). Durante l'inizio del dominio ottomano solo le chiese importanti di un insediamento urbano che presentavano un significato simbolico significativo o di un certo valore culturale venivano convertite in moschee. La maggior parte delle prime moschee realizzate in Albania furono costruite principalmente all'interno di fortezze per le guarnigioni ottomane e a volte dai sultani ottomani durante le loro campagne militari nell'area come per esempio la moschea Fatih Sultan Mehmet a Scutari, la Moschea Rossa a Berat e altre.

Di norma, il dominio ottomano tollerava ampiamente i sudditi cristiani ma altresì li discriminava, rendendoli cittadini di seconda classe tassandoli maggiormente e applicando varie restrizioni giuridiche come l'impossibilità di portare i musulmani in tribunale, avere cavalli, armi o avere case che si affacciavano su quelle dei musulmani. Sebbene le autorità ottomane fossero cronicamente sospettose del cattolicesimo, consentirono in larga parte alla chiesa ortodossa di esercitare senza ostacoli, tranne durante alcuni periodi in cui la chiesa veniva soppressa con le espulsioni di vescovi e il sequestro di proprietà e entrate. Durante il periodo ottomano, la maggior parte dei cristiani, così come la maggior parte dei musulmani, impiegarono un certo grado di sincretismo, praticando ancora vari riti pagani; molti di questi riti sono meglio mantenuti tra gli ordini mistici come l'ordine dei Bektashi.

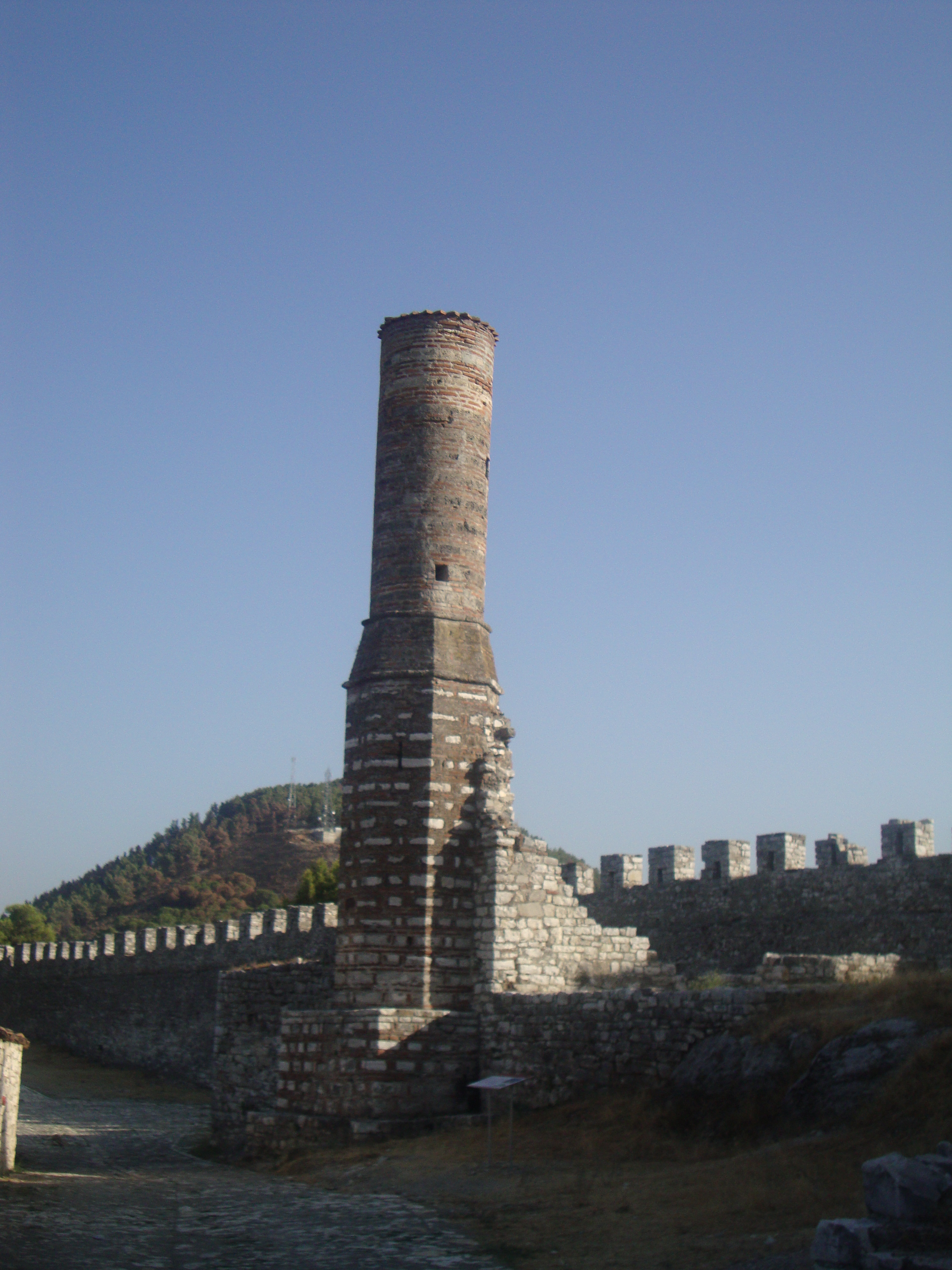
Moschea Rossa in rovina all'interno della cittadella, Berat.
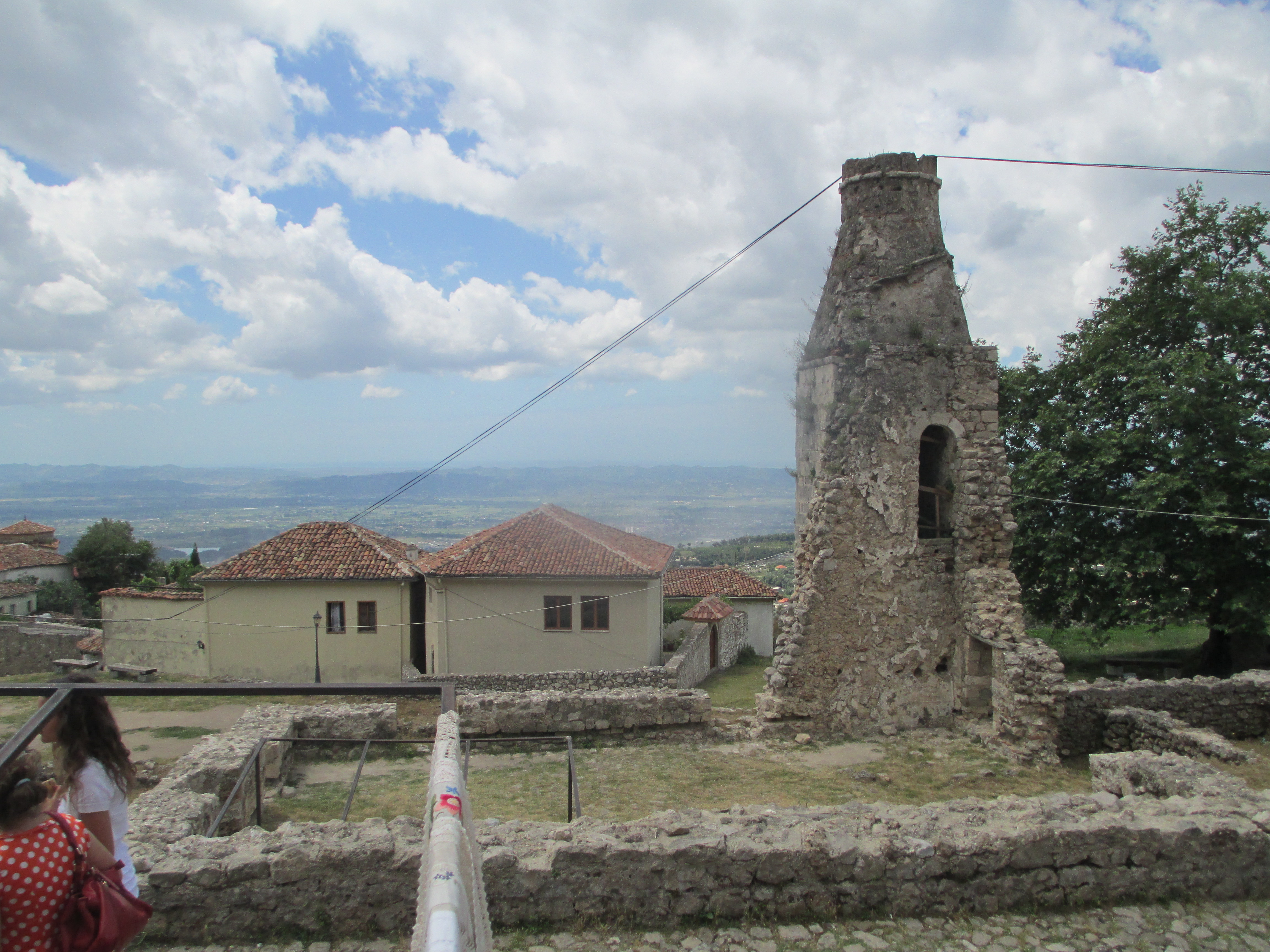
Moschea in rovina all'interno della cittadella, Krujë.
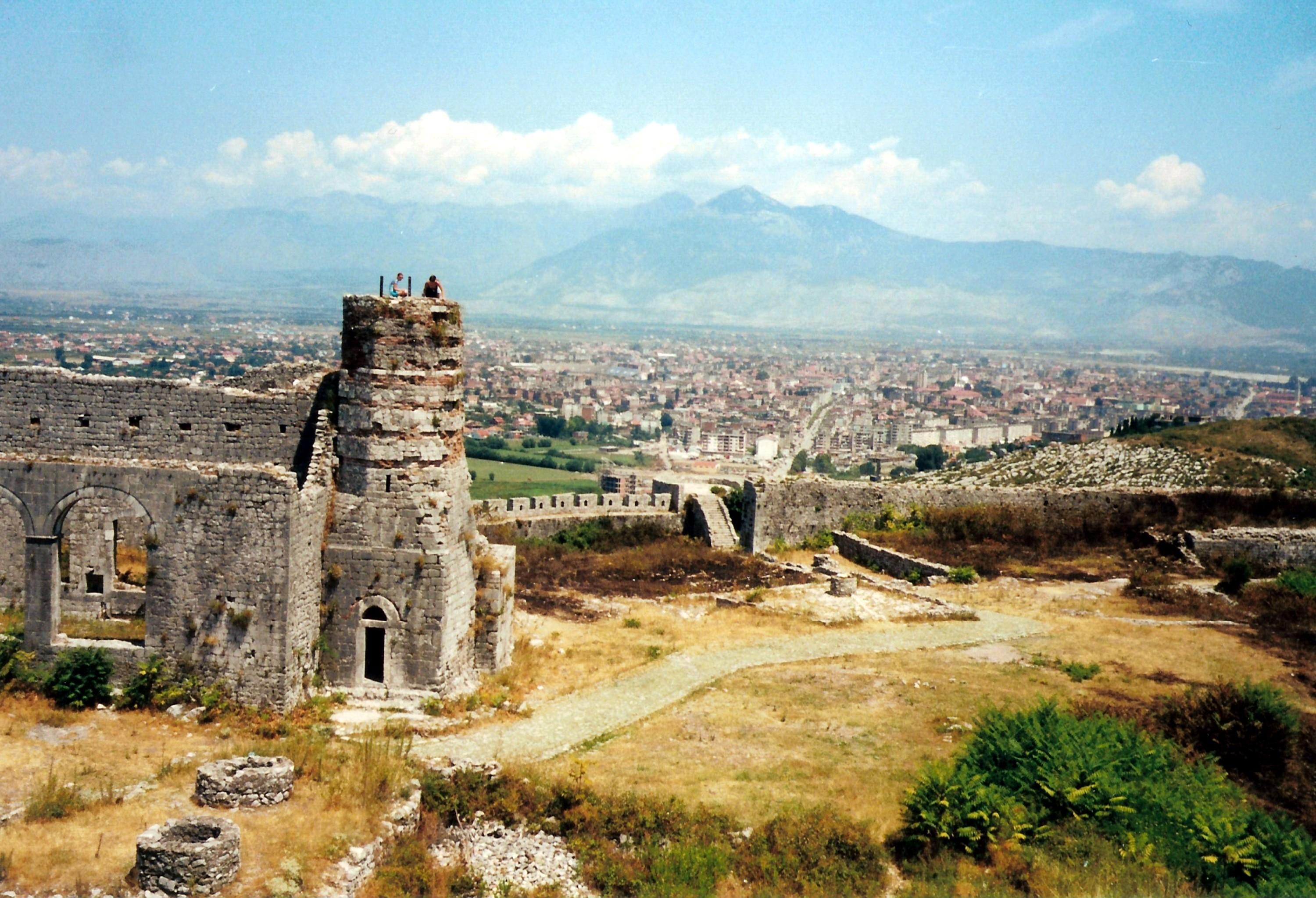
Moschea Sultan Mehmet Fatih in rovina all'interno della fortezza di Rozafa, Scutari.

### Albania settentrionale

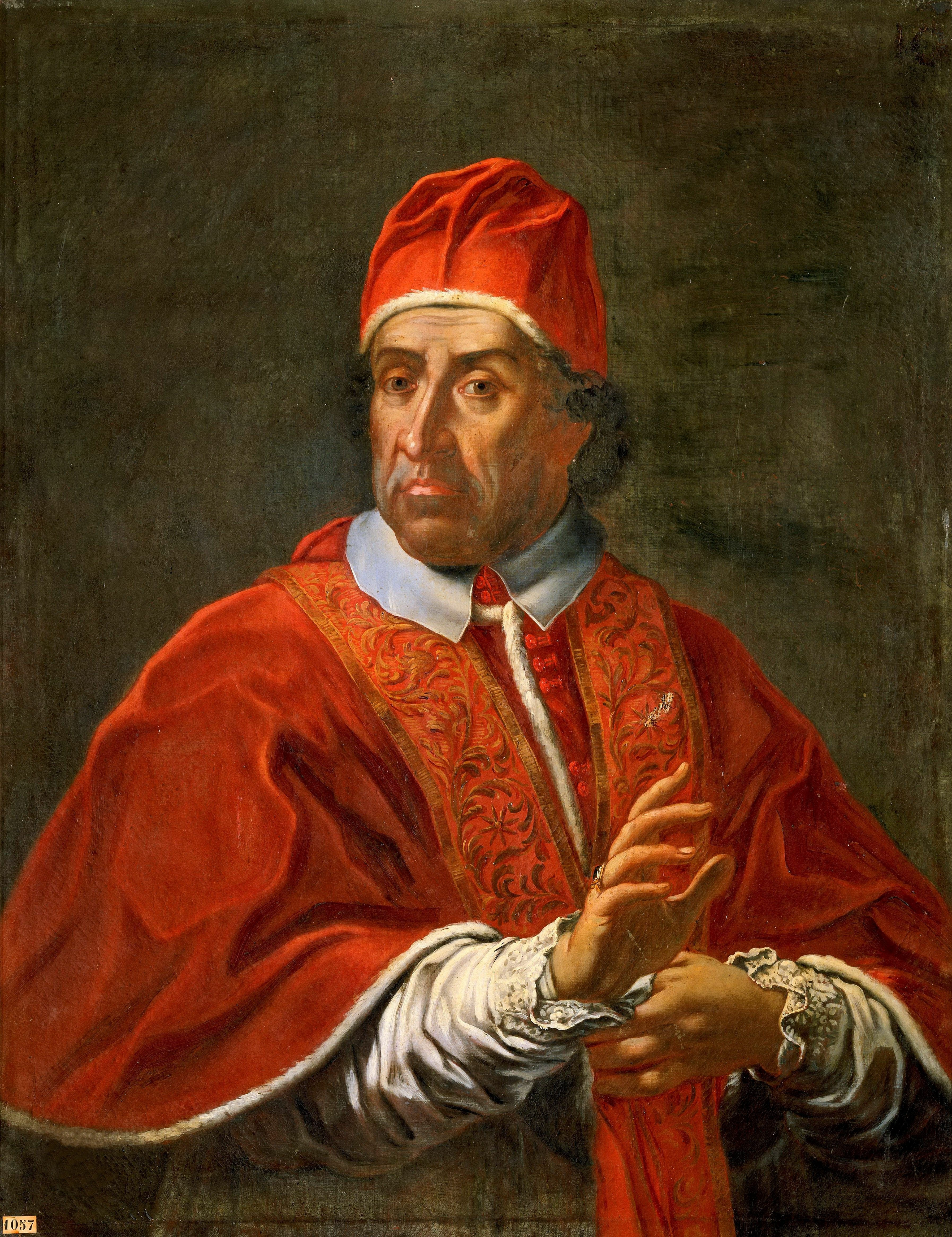
Papa Clemente XI fu Papa dal 1700 al 1721. Nato dalla nobile famiglia degli Albani e di origine italiana e albanese, convocò il Kuvendi i Arbënit per fermare il declino della popolazione cattolica.

La conquista ottomana di alcune città del nord da parte dei veneziani avvenne separatamente dalla conquista iniziale dell'Albania da parte dei signori feudali locali. Città come Lezhë (Alessio) caddero nel 1478, Scutari nel 1478-1479 e Durazzo nel 1501 con la maggior parte della loro popolazione cristiana in fuga. Nel corso del XVI secolo le popolazioni urbane di queste città divennero prevalentemente musulmane. Nel nord, la diffusione dell'Islam fu più lenta a causa della resistenza della Chiesa cattolica romana e del terreno montuoso che contribuì nel XVI secolo a frenare l'influenza musulmana. La conquista ottomana e la riorganizzazione territoriale dell'Albania, tuttavia, colpirono la chiesa cattolica poiché le strutture ecclesiastiche furono decimate. Nel XVI secolo, si riteneva che il sangiaccato di Scutari avesse una popolazione musulmana pari al 4,5% del totale, mentre Dukagjini (all'epoca scarsamente popolato) ne aveva lo 0% e Prizren l'1,9%.
Le ribellioni cattoliche albanesi, spesso nel contesto delle guerre ottomane con le potenze cattoliche di Venezia e dell'Austria nel XVII secolo, provocarono gravi rappresaglie ottomane contro gli albanesi cattolici che si erano ribellati, accelerando le conversioni all'Islam. Nel 1594, il papa incitò a una fallita ribellione tra gli albanesi cattolici del nord, promettendo il sostegno dalla Spagna. Tuttavia l'assistenza non arrivò e quando la ribellione fu soppressa nel 1596, furono attuate da parte dell'Impero pesanti pressioni per convertirsi all'Islam al fine di punire i ribelli. Forti diminuzioni si verificarono durante gli anni 1630-1670 dove ad esempio il numero dei cattolici nella diocesi di Alessio diminuì del 50%, mentre nella diocesi di Pult passarono da 20.000 a 4.045 aderenti, con la maggior parte dei convertiti all'Islam e pochi all'ortodossia.
Durante la grande guerra austro-turca, i capi cattolici albanesi Pjetër Bogdani e Toma Raspasani radunarono cattolici e musulmani albanesi del Kosovo alla causa filo-austriaca. Dopo la guerra, quando il Kosovo non finì a far parte dell'Impero asburgico, seguirono dure rappresaglie. Un gran numero di cattolici albanesi fuggì a nord dove molti "morirono, alcuni di fame, altri di malattia" intorno a Budapest. Dopo la fuga dei serbi, il pascià di Ipek (in albanese Pejë, in serbo Peć) costrinse gli albanesi cattolici del nord a trasferirsi nelle pianure spopolate della Serbia meridionale, costringendoli a convertirsi all'Islam.
La conversione tra i cattolici nelle comunità dell'Albania settentrionale coinvolgeva i maschi che abbracciavano esteriormente l'Islam, spesso per evitare il pagamento di tasse e di altre pressioni sociali. Tali elementi, nel sistema ottomano, prendevano di mira gli uomini, mentre le femmine della famiglia rimanevano cristiane. Gli uomini musulmani convertiti cercavano mogli cristiane per mantenere un grado di cattolicesimo nella casa. Nel 1703 papa Clemente XI, egli stesso di origini albanesi, ordinò un sinodo dei vescovi cattolici locali per discutere su come arginare le conversioni all'Islam, e accettò anche di negare la comunione ai cripto-cattolici in Albania che esternamente professavano l'Islam. Alcuni albanesi mantenevano una cultura cripto-cristiana, nota come "Laraman", e coloro che tentavano di tornare al cristianesimo, incoraggiati da papa Clemente XI, venivano condannati a morte secondo la legge ottomana. Nell'Albania settentrionale, il conflitto con gli slavi emerse come un ulteriore fattore di conversione all'Islam. Condividere la fede delle autorità ottomane permetteva agli albanesi del nord di diventare alleati ed eguali nel sistema imperiale e salvaguardava la sicurezza contro i vicini slavi ortodossi.
In alcune aree adiacenti all'est dell'Albania settentrionale, l'Islam divenne più rapidamente la fede maggioritaria: ad esempio, le statistiche ufficiali ottomane della nahiya di Tetova oltre il confine con la Macedonia (che aveva una popolazione mista albanese, macedone slava e turca) mostravano che le famiglie musulmane superarono per la prima volta nel 1545 in numero le famiglie cristiane, dove c'erano 2 famiglie musulmane in più rispetto alle famiglie cristiane, e 38 delle famiglie musulmane si erano convertite in tempi recenti dal cristianesimo, mentre a Opoja in Kosovo vicino Prizren, i musulmani furono la maggioranza nel 1591.

### Albania centrale

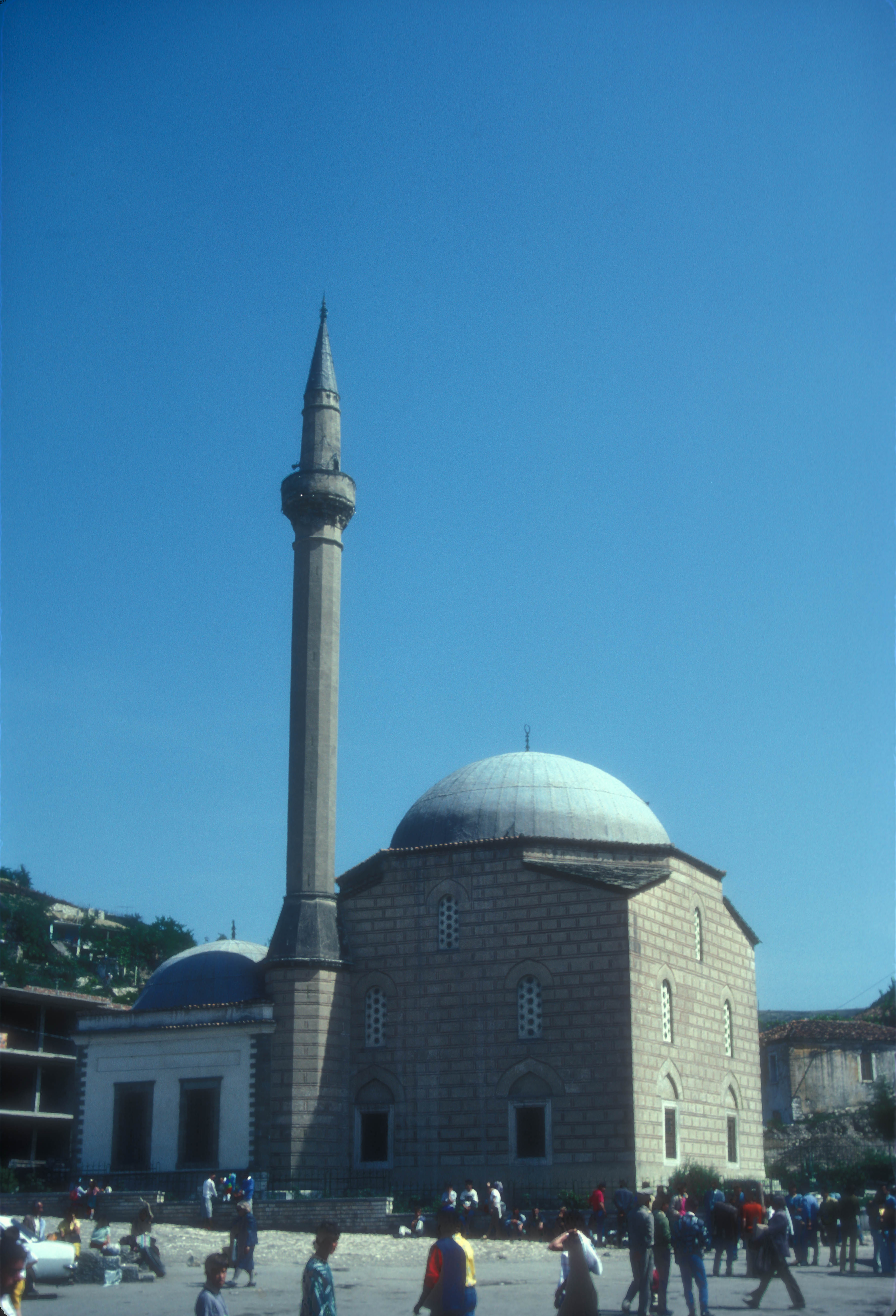
La moschea di Piombo costruita nel XVI secolo a Berat

Costituita da pianure ed essendo un'area intermedia dell'Albania settentrionale e meridionale, l'Albania centrale era un fulcro della vecchia Via Egnatia che metteva in comunicazione i collegamenti commerciali, culturali e di trasporto che erano soggetti al diretto controllo amministrativo ottomano e all'influenza religiosa musulmana. La conversione all'Islam di gran parte dell'Albania centrale fu quindi attribuita in gran parte al ruolo che la sua geografia svolse nelle fortune socio-politiche ed economiche della regione.
Il riconoscimento ufficiale ottomano della chiesa ortodossa portò alla tolleranza della popolazione ortodossa fino alla fine del XVIII secolo e il tradizionalismo delle istituzioni della chiesa rallentò il processo di conversione all'Islam tra gli albanesi. La popolazione ortodossa dell'Albania centrale e sudorientale era sotto la giurisdizione ecclesiastica dell'arcivescovado ortodosso di Ocrida, mentre l'Albania sudoccidentale era sotto il Patriarcato di Costantinopoli attraverso la metropoli di Giannina. Le differenze tra gli albanesi cristiani dell'Albania centrale e gli arcivescovi di Ocrida portarono a conversioni all'Islam Bektashi che faceva appello a tutti insistendo poco sull'osservanza rituale.
All'inizio del XVI secolo le città albanesi di Argirocastro, Canina, Delvinë, Valona, Coriza, Këlcyrë, Përmet e Berat erano ancora cristiane, come lo erano parimenti alla fine del XVI secolo Valona, Përmet e Himarë, mentre Argirocastro divenne sempre più musulmana. Nelle prime parti del XVI secolo, si diceva che il sangiaccato di Elbasan avesse una popolazione musulmana del 5,5%, la più alta all'epoca di tutti i sangiaccati abitati da albanesi. Nel 1570 iniziò un tentativo concertato delle autorità ottomane per convertire le irrequiete popolazioni cristiane di Elbasan e Reka. Nella zona intorno a Durazzo, un viaggiatore greco riferì che non c'erano più cristiani ortodossi a causa dell'islamizzazione. La conversione all'Islam nelle città in generale all'interno dell'Albania fu lenta durante il XVI secolo poiché solo il 38% circa della popolazione urbana era diventata musulmana. La città di Berat dal 1670 in poi divenne prevalentemente musulmana e la sua conversione fu attribuita in parte alla mancanza di sacerdoti cristiani in grado di prestare le funzioni religiose.

### Albania meridionale
Nel XVI secolo, il sangiaccato di Valona era musulmana per l'1,8% mentre il sangiaccato di Ocrida lo era per l'1,9%. Fu principalmente durante la fine del XVIII secolo, tuttavia, che gli albanesi ortodossi si convertirono in gran numero all'Islam in modo schiacciante a causa delle guerre russo-turche dell'epoca e di vari eventi come la rivolta di Orlov istigata dalla Russia (1770) che fece sì che gli ottomani vedessero la popolazione ortodossa come alleata della Russia. Quando alcuni albanesi ortodossi si ribellarono all'Impero ottomano, la Porta rispose applicando, a volte con la forza, la conversione degli albanesi ortodossi all'Islam o implementando anche misure economiche per stimolare la conversione religiosa. Nel 1798 un massacro perpetrato contro i villaggi costieri albanesi ortodossi di Shënvasil e Nivicë-Bubar da Ali Pascià, sovrano semi-indipendente del Pascialato di Giannina, portò a un'altra considerevole ondata di conversioni di albanesi ortodossi all'Islam. Nel XIX secolo, l'Albania nel suo insieme, e in particolare l'Albania meridionale, era degna di nota come una rara regione nei Balcani ottomani dove la popolazione cristiana stava ancora perdendo un numero considerevole di aderenti a causa dell'islamizzazione; l'unica altra regione del genere che mostrò una diminuzione simile della popolazione cristiana era la Dobrugia.
Durante questo periodo in alcune aree si verificò un conflitto tra gli albanesi musulmani appena convertiti e gli albanesi ortodossi. Gli esempi includono i villaggi costieri di Borsh che attaccarono Piqeras nel 1744, facendo fuggire alcuni all'estero in luoghi come l'Italia meridionale. Altre aree come 36 villaggi a nord dell'area di Pogoni si convertirono nel 1760 a cui seguì un attacco ai villaggi cristiani ortodossi delle aree di Kolonjë, Leskovik e Përmet, lasciando molti insediamenti saccheggiati e distrutti. Entro la fine del XVIII secolo le crisi socio-politiche ed economiche insieme al controllo nominale del governo ottomano portarono al banditismo locale. Le bande albanesi musulmane facevano incursioni negli insediamenti albanesi aromuni, greci e ortodossi situati oggi all'interno e all'esterno dell'odierna Albania. All'interno dell'Albania quelle incursioni culminarono a Vithkuq, principalmente un centro albanese ortodosso, a Moscopoli (in albanese: Voskopojë ) principalmente un centro aromuno, avente una cultura letteraria, educativa e religiosa greca e in altri insediamenti minori che furono distrutti. Quegli eventi spinsero alcuni aromuni e albanesi ortodossi a migrare lontano verso altri luoghi come la Macedonia, la Tracia e così via.
Alcuni individui ortodossi, noti come nuovi martiri, tentarono di arginare la marea di conversione all'Islam tra la popolazione albanese ortodossa e furono giustiziati nel processo. Degno di nota tra questi individui fu Cosma d'Etolia, (morto nel 1779) un monaco e missionario greco che viaggiò e predicò fino a Krujë e aprì molte scuole greche prima di essere accusato di essere un agente russo e infine giustiziato dalle autorità albanesi musulmane ottomane. Cosma sostenne l'istruzione greca e la diffusione della lingua greca tra i popoli cristiani analfabeti non di lingua greca in modo che potessero comprendere le scritture, la liturgia e quindi rimanere ortodossi nel momento che il suo messaggio spirituale era venerato tra gli albanesi ortodossi contemporanei.

### Altri fattori di conversione

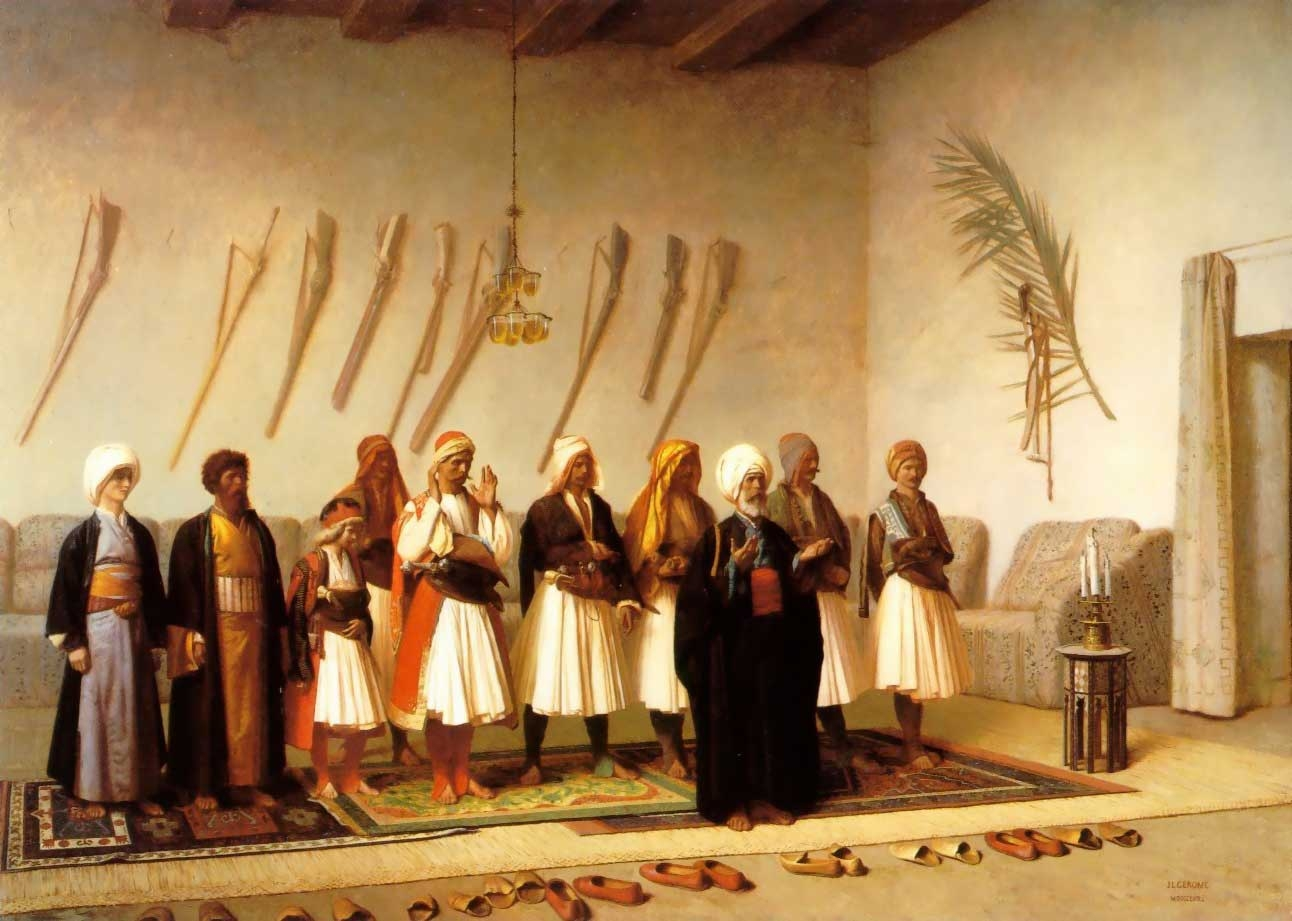
Preghiera nella casa di un capo Arnaut di Jean-Léon Gérôme (1857)

Altre conversioni come quelle nella regione di Labëria avvennero per questioni ecclesiastiche quando ad esempio durante una carestia il vescovo locale si rifiutò di concedere una pausa dal digiuno per consumare il latte e con la minaccia dell'inferno. La conversione all'Islam fu intrapresa anche per ragioni economiche che offrivano una via d'uscita alle pesanti tasse come la jizya o la tassa elettorale e altre dure misure ottomane imposte ai cristiani, aprendo varie opportunità come l'accumulo di ricchezza ed altro ancora. In tempi di conflitto tra musulmani e cristiani, gli interessi locali come la protezione della famiglia predominavano sui combattimenti, costringendo gli ottomani a non concedere il porto di armi agli albanesi musulmani poiché spesso gli albanesi cristiani si convertivano all'Islam per ottenere il diritto alle armi per poi impiegarli contro gli stessi ottomani. Altri molteplici fattori che portarono alle conversioni all'Islam furono la povertà della Chiesa, il clero analfabeta, la mancanza di clero in alcune aree e il culto in una lingua diversa dall'albanese. Inoltre, la dipendenza dei vescovati di Durazzo e dell'Albania meridionale dal declino dell'arcivescovado di Ocrida, in parte a causa della simonia, indebolì la capacità degli albanesi ortodossi di resistere alla conversione all'Islam.
Il cripto-cristianesimo si verificò anche in alcuni casi in tutta l'Albania in regioni come Shpat tra le popolazioni che si erano in tempi recenti convertite dal cattolicesimo cristiano e dall'ortodossia all'Islam. Gorë, una regione di confine a cavallo tra l'Albania nord-orientale contemporanea e il Kosovo meridionale, aveva una popolazione slava ortodossa che si convertì all'Islam durante la seconda metà del XVIII secolo a causa dell'abolizione del Patriarcato serbo di Peć (1766) e delle seguenti strutture ecclesiastiche instabili. Inoltre a partire dal XVII e in modo crescente nei secoli successivi, la popolazione prevalentemente slava ortodossa della regione centro-orientale di Gollobordë, adesso al confine albanese, si convertì all'Islam. Il popolo rom entrò in Albania nel XV secolo e coloro che erano musulmani divennero parte della società musulmana ottomana locale.

### Albanesi musulmani e il più ampio mondo ottomano
L'Islam era strettamente associato allo stato che rendeva l'Impero ottomano un sistema politico islamico in cui la legge religiosa coincideva insieme alla legge statale con solo i musulmani che avevano pieni diritti civili mentre le affiliazioni etniche o nazionali venivano ignorate.  I centri urbani al centro e al sud, alla fine del XVII secolo, avevano largamente adottato la religione della crescente élite musulmana albanese. La costruzione di moschee in Albania aumentò notevolmente dal XVII secolo in poi con l'avvento di un gran numero di convertiti albanesi musulmani. La vecchia classe dirigente aristocratica albanese si convertì all'Islam per mantenere le proprie terre. Nel XVIII secolo emerse una classe di notabili aristocratici musulmani albanesi locali. L'esistenza di questa classe come i pascià e i bey durante quel periodo, che avevano un impiego militare come soldati e mercenari e la possibilità di unirsi al clero musulmano, svolse un ruolo sempre più importante nella vita politica ed economica ottomana, divenendo un'opzione di carriera attraente per molti albanesi. A seconda del loro ruolo, queste persone nella società musulmana albanese raggiunsero una posizione rispettabile poiché svolgevano compiti amministrativi e mantenevano la sicurezza nelle aree urbane e venivano talvolta ricompensate dallo stato ottomano con alti ranghi e posizioni. Gli albanesi, in quanto tali, erano rappresentati in numero considerevole anche alla corte imperiale ottomana. Accanto ai cristiani, tuttavia, molti albanesi musulmani erano poveri e in parte servi della gleba che lavoravano nella terra dell'élite albanese ottomana di proprietari terrieri emergenti mentre altri trovavano lavoro nel mondo degli affari, come artigiani e in altri lavori.
L'Islam sunnita era promosso e protetto dai governatori ottomani e dalla società feudale. Tale fattore portò al sostegno e alla diffusione di ordini sufi dervisci considerati più ortodossi nella regione dei Balcani. Il primo di questi era l'ordine Bektashi che era considerato sunnita per associazione con le tradizioni giuridiche condivise, ma visto come sciita dai musulmani nella vita di tutti i giorni a causa delle pratiche esoteriche come la venerazione di Ali, Hassan, Husein e di altre importanti figure musulmane.

Durante il dominio ottomano la popolazione albanese iniziò parzialmente e gradualmente a convertirsi all'Islam attraverso gli insegnamenti del bektashismo, in parte per ottenere vantaggi nelle reti commerciali, nella burocrazia e nell'esercito dell'Impero. Alcuni albanesi entrarono a far parte della classe dirigente ottomana e guadagnarono una posizione elevata dove la loro influenza superò alla fine quella dei bosgnacchi. Molti albanesi venivano reclutati nel devşirme e nel giannizzeri ottomani; 42 Gran Visir dell'Impero ottomano furono di origine albanese. Gli albanesi più importanti durante il dominio ottomano furono Koca Davud Pascià, Hamza Castriota, Iljaz Hoxha, Köprülü Mehmed Pascià, Ali Pascià, Edhem Pascià, Ibrahim Pascià di Berat, Köprülü Fazıl Ahmed, Muhammad Ali d'Egitto, Kara Mahmud Bushati e Ahmet Kurt Pascià. In questi contesti legati al servizio militare e amministrativo, il rapporto degli albanesi musulmani con gli ottomani era a volte di cooperazione e di vantaggio reciproco. 

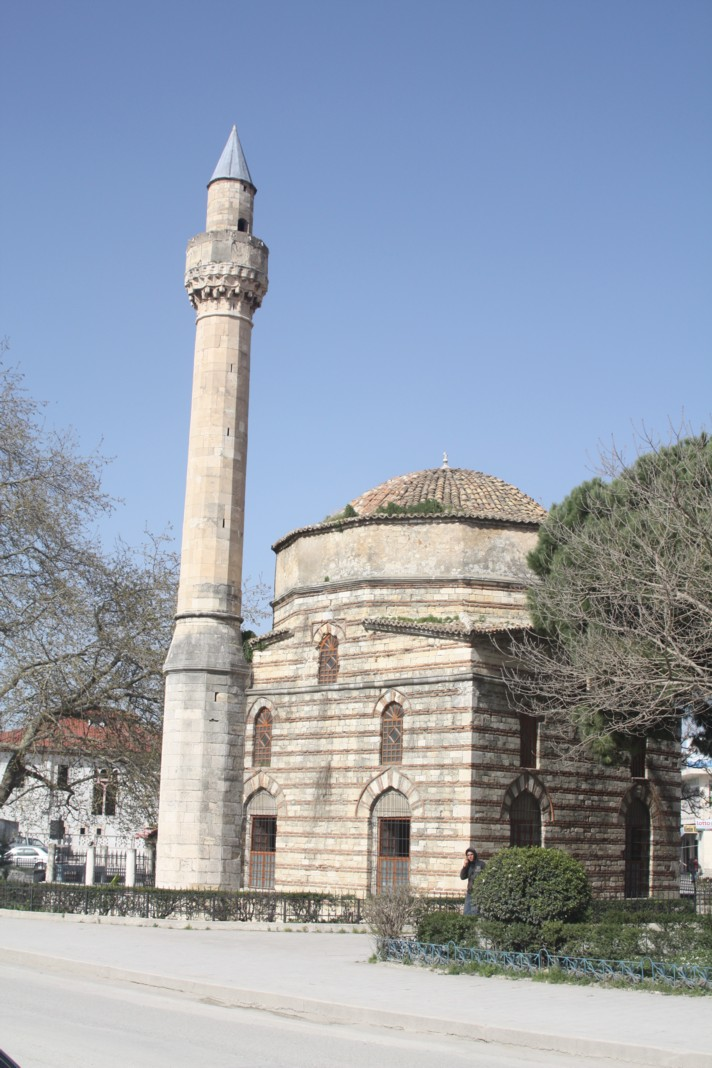
Moschea Muradie a Valona.
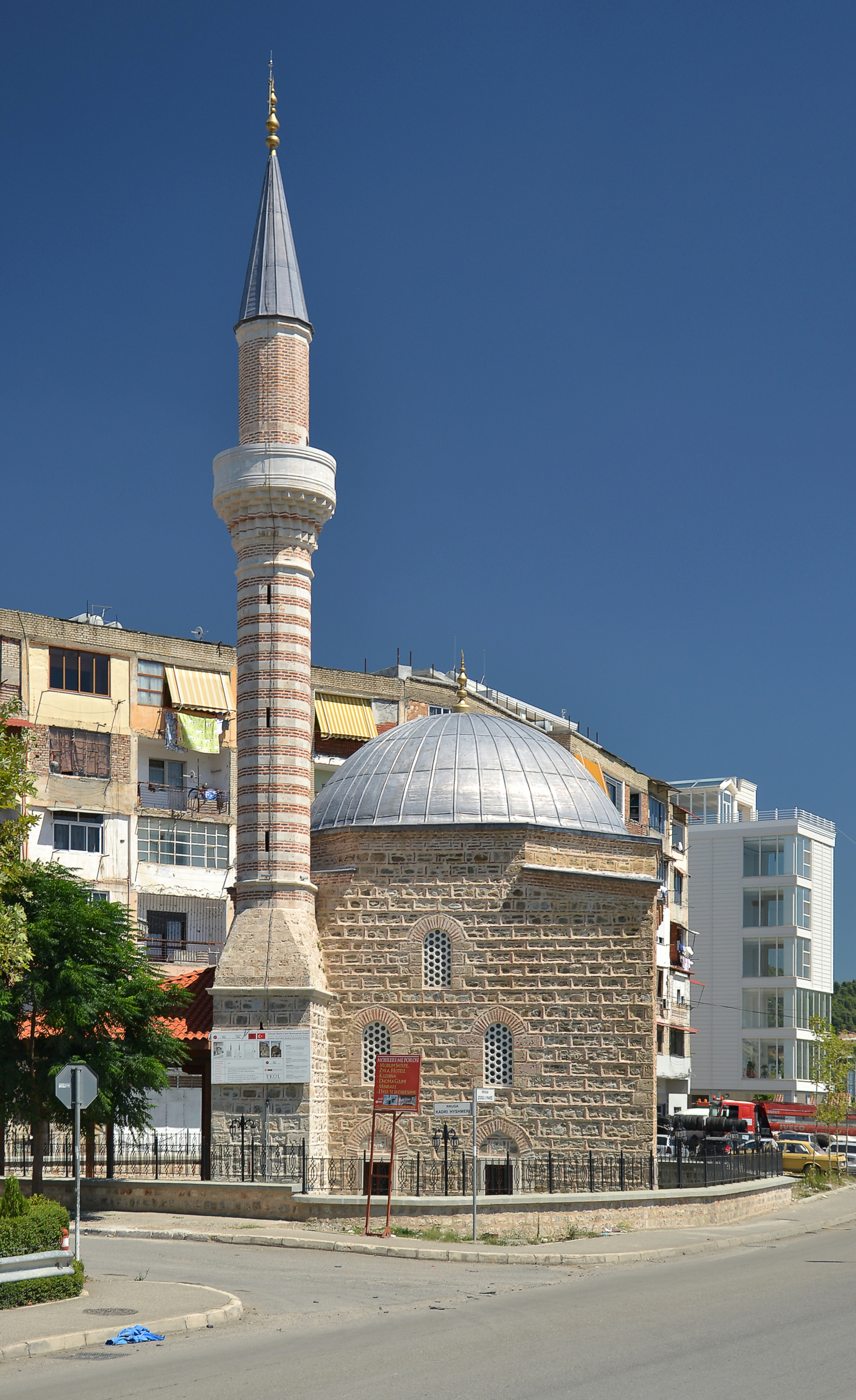
Moschea Naziresha a Elbasan.
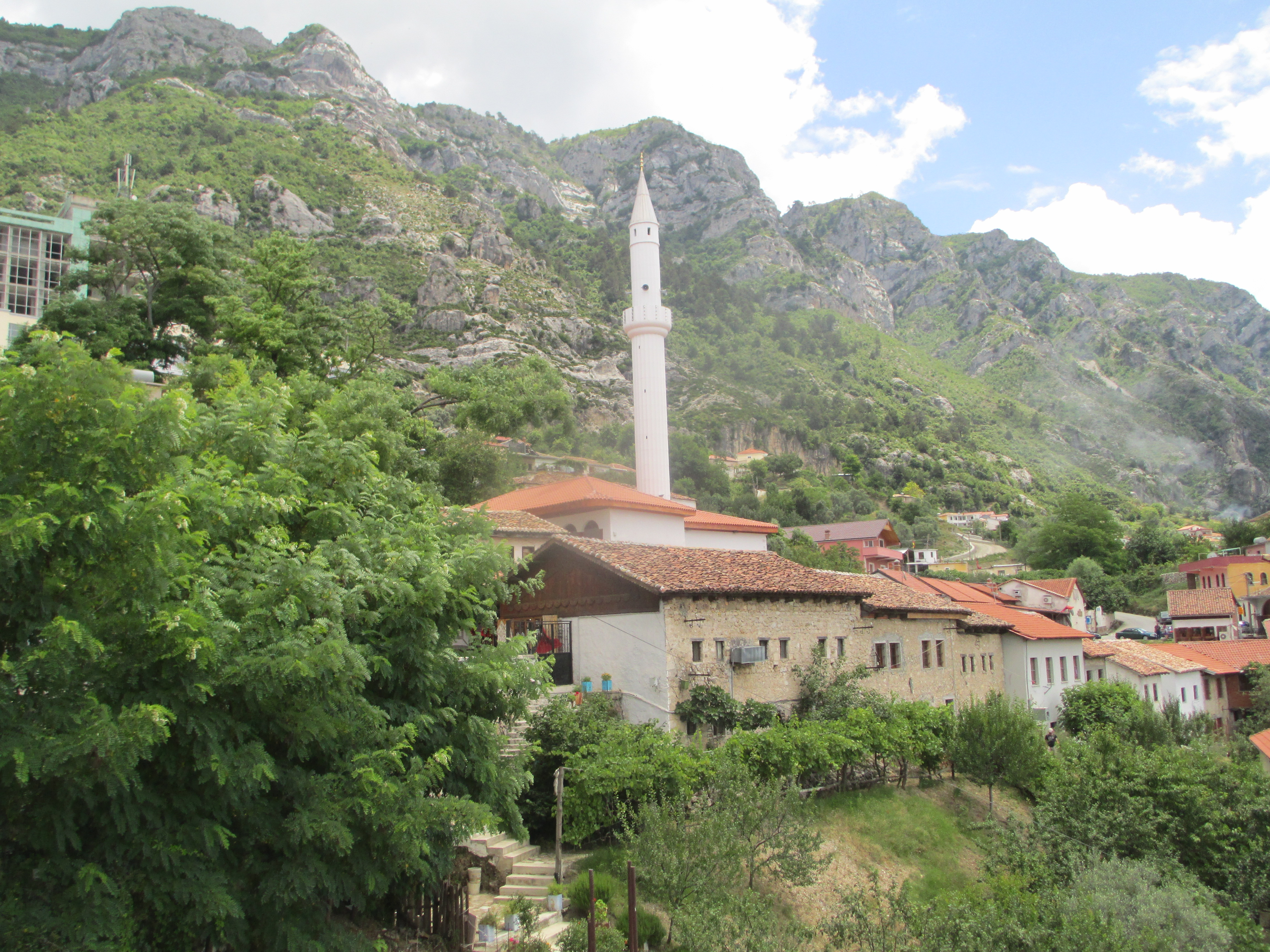
Moschea Bazar a Krujë.
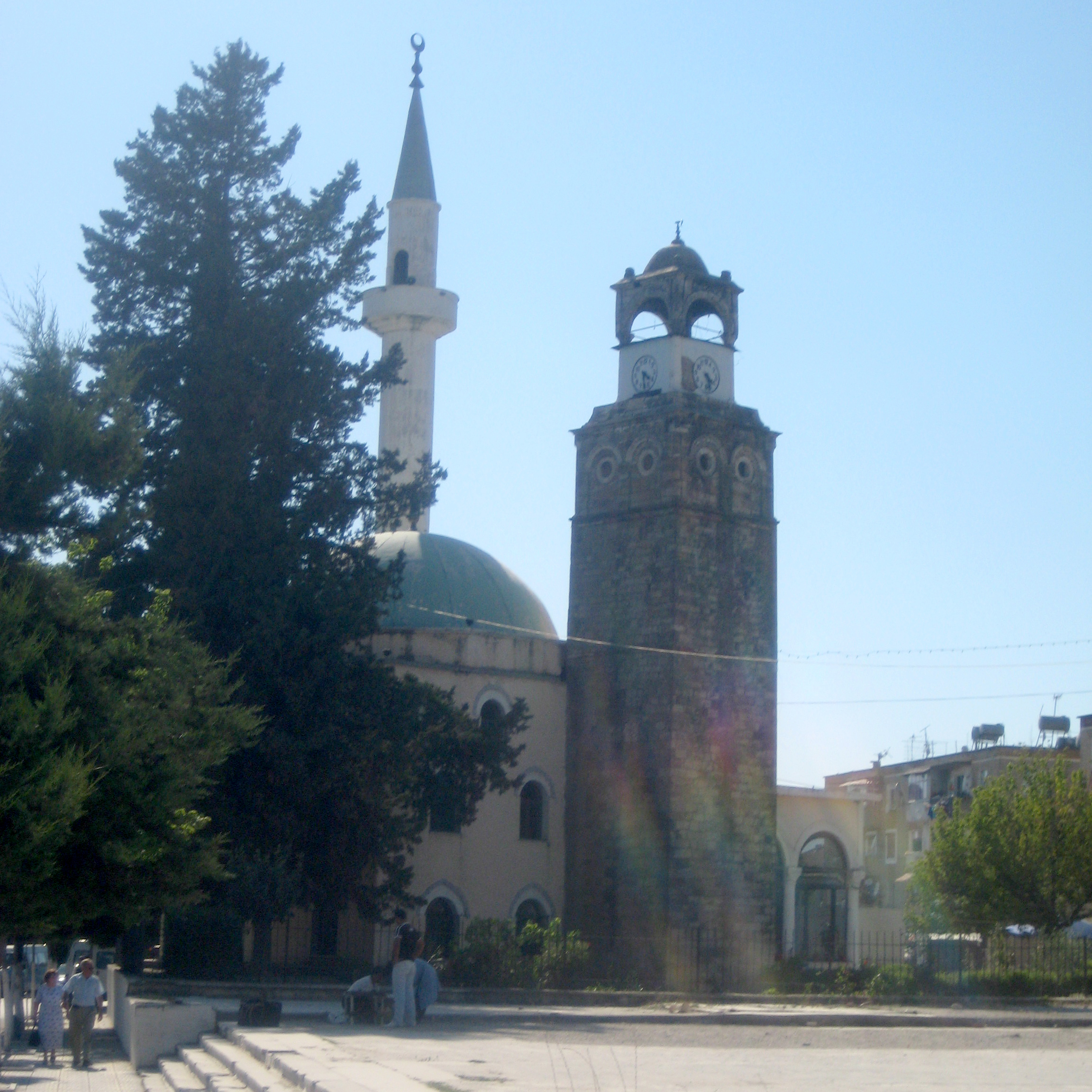
Moschea Orologio a Peqin.
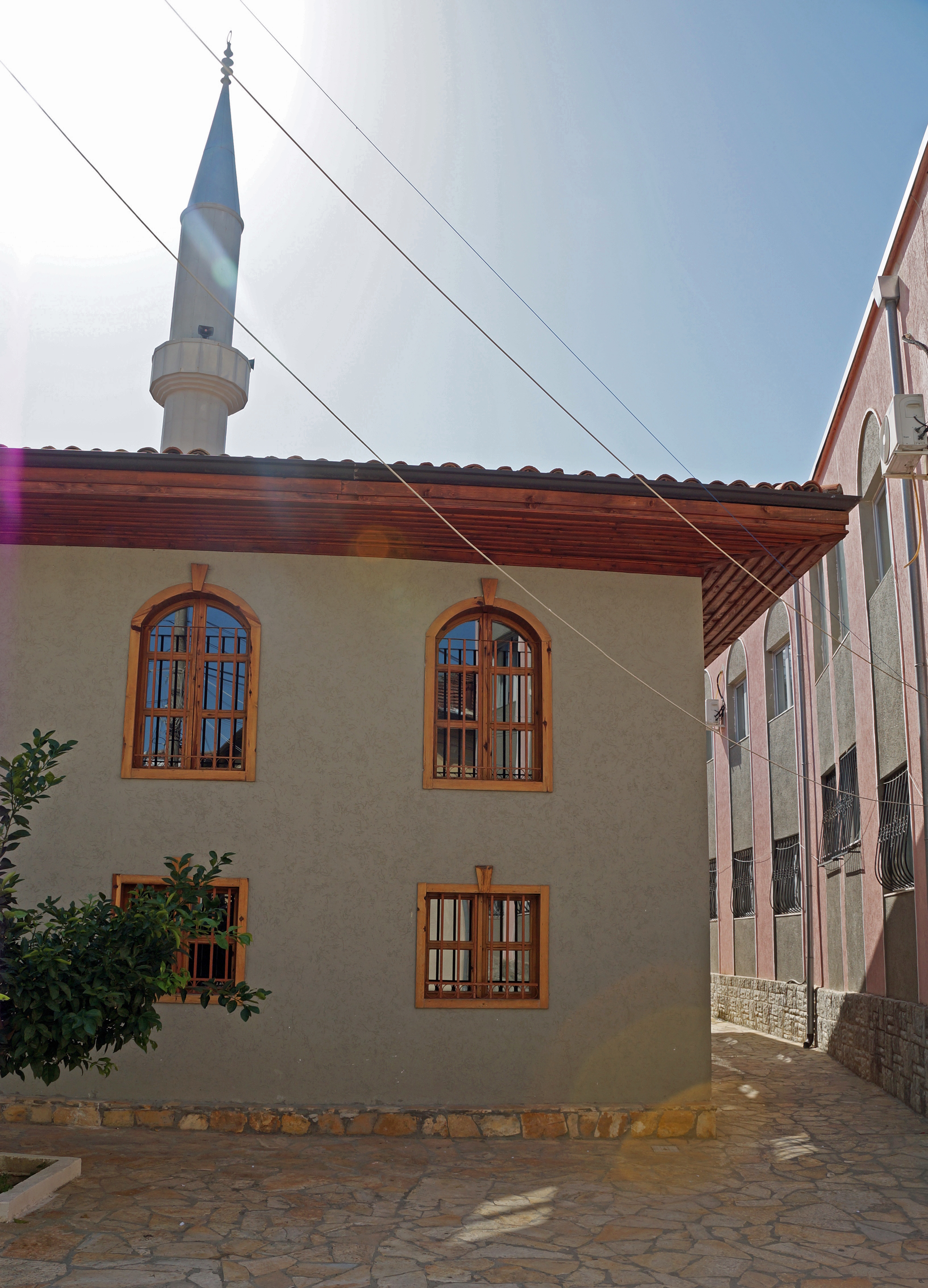
Moschea Fatih a Durazzo.
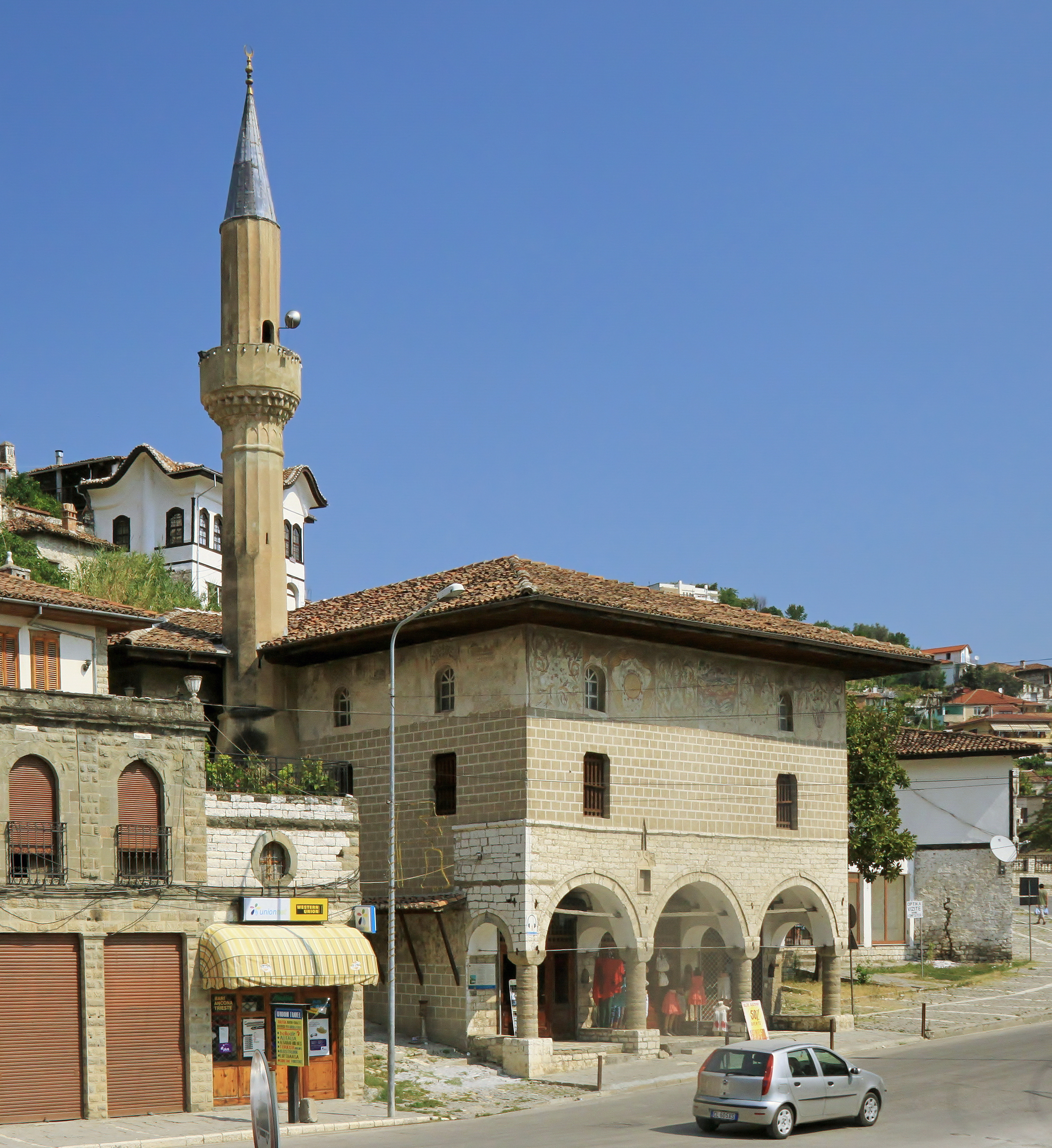
Moschea del Re a Berat.

### Confessioni musulmane e sette
Oltre a quelli associati all'Islam sunnita, i musulmani d'Albania durante il periodo ottomano appartenevano a diversi ordini sufi. L'ordine Qadiri si diffuse nelle aree urbane del XVII secolo ed era legato alle corporazioni dei lavoratori urbani. Nel XVIII secolo i Qadiri si diffusero nell'Albania centrale e in particolare nella regione montuosa di Dibër. I Qadiri contribuirono all'ambiente economico e, nell'area di Dibër, il centro socio-politico in cui avevano sede. L'ordine Halveti, con sede nel sud e nel nord-est dell'Albania, gareggiava con i Bektashi per gli aderenti. Altri ordini sufi erano i Rufai e i Melami e così via. I più importanti di questi in Albania erano e sono tuttora i Bektashi, un ordine mistico derviscio appartenente all'Islam sciita che arrivò in Albania durante il periodo ottomano, e portato per primo dai giannizzeri nel XV secolo. La diffusione del bektashismo tra la popolazione albanese si verificò tuttavia durante il XVIII e principalmente all'inizio del XIX secolo, specialmente nei domini di Ali Pascià, che si pensa fosse egli stesso un Bektashi. I dervisci sufi provenienti da luoghi lontani come il Khorasan e l'Anatolia arrivarono, fecero proselitismo, acquisirono discepoli e col tempo stabilirono una rete di tekke che divennero centri del sufismo in regioni come Skrapar e Devoll. Alcune delle tekke più importanti in Albania si trovavano in alcuni insediamenti come Argirocastro, Melçan, Krujë e Frashër. Dell'ordine Bektashi all'inizio del XX secolo gli albanesi formavano una quantità considerevole dei loro dervisci al di fuori dei Balcani, anche nella tekke del santo sufi Haji Bektash in Anatolia e in Egitto. Gli ordini sufi, in particolare i Bektashi, associano i santi cristiani e i loro santuari locali ai santi sufi, creando una sintesi e un sincretismo dell'osservanza e della presenza religiosa. Per i convertiti albanesi all'Islam, il bektashismo con le sue maggiori libertà religiose e sincretismo era visto a volte come un'opzione più allettante dell'Islam sunnita. La setta Bektashi è considerata eretica dai musulmani conservatori. Tradizionalmente i Bektashi si trovano in numero considerevole nell'Albania meridionale e in misura minore nell'Albania centrale, mentre il resto della popolazione musulmana appartiene all'Islam sunnita. 

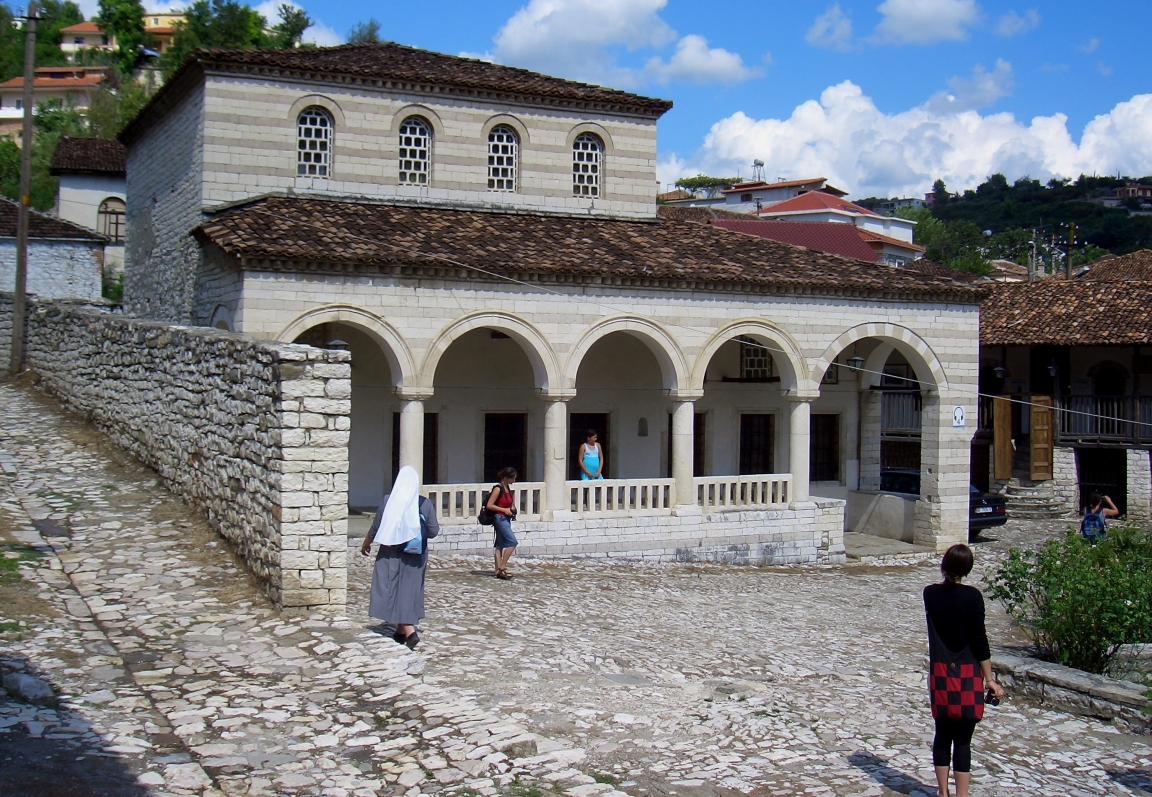
Tekke a Berat dell'ordine Sufi Halveti (costruito nel 1782).
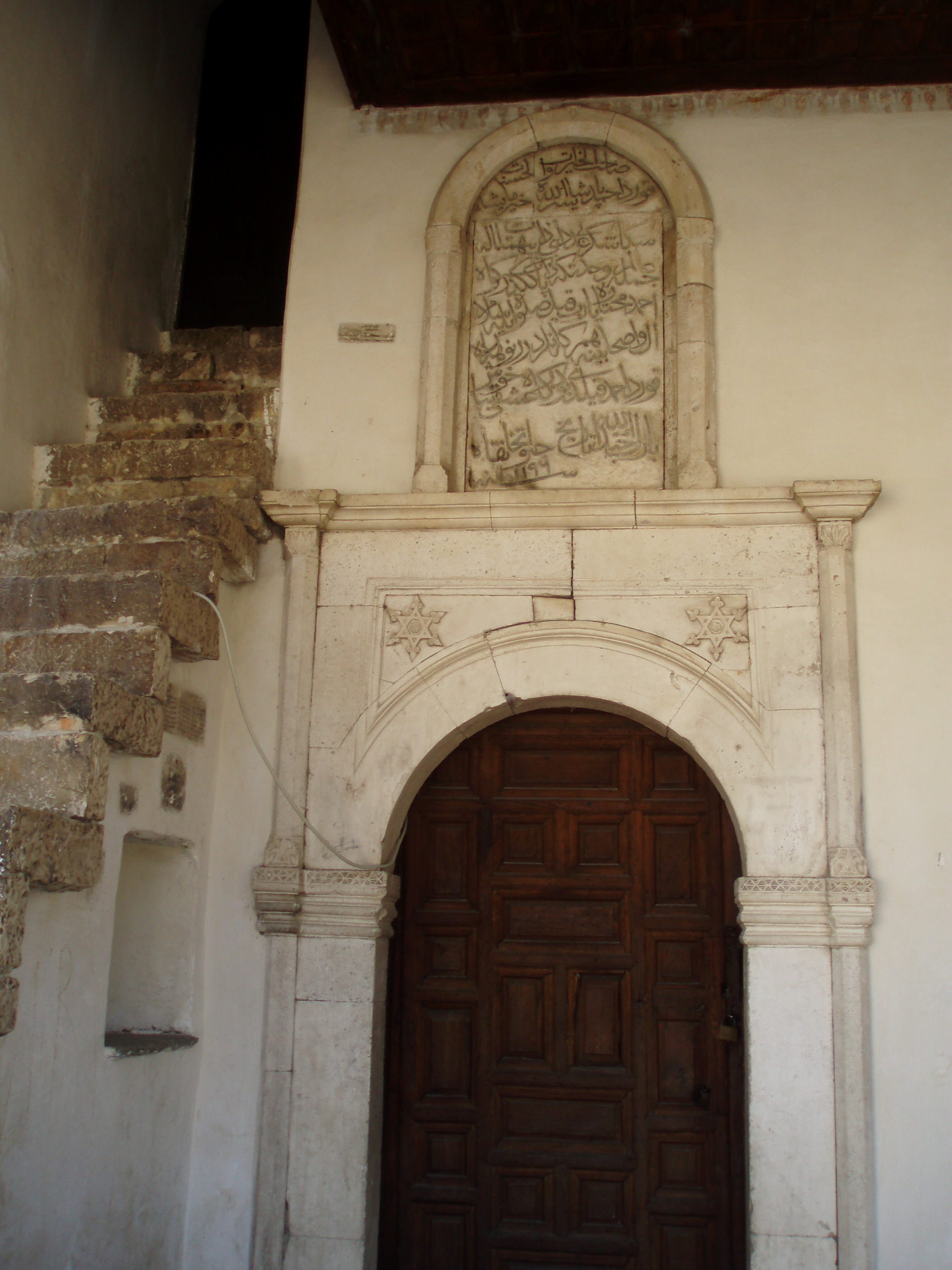
Iscrizione in caratteri arabi sopra la porta della tekke, Berat.
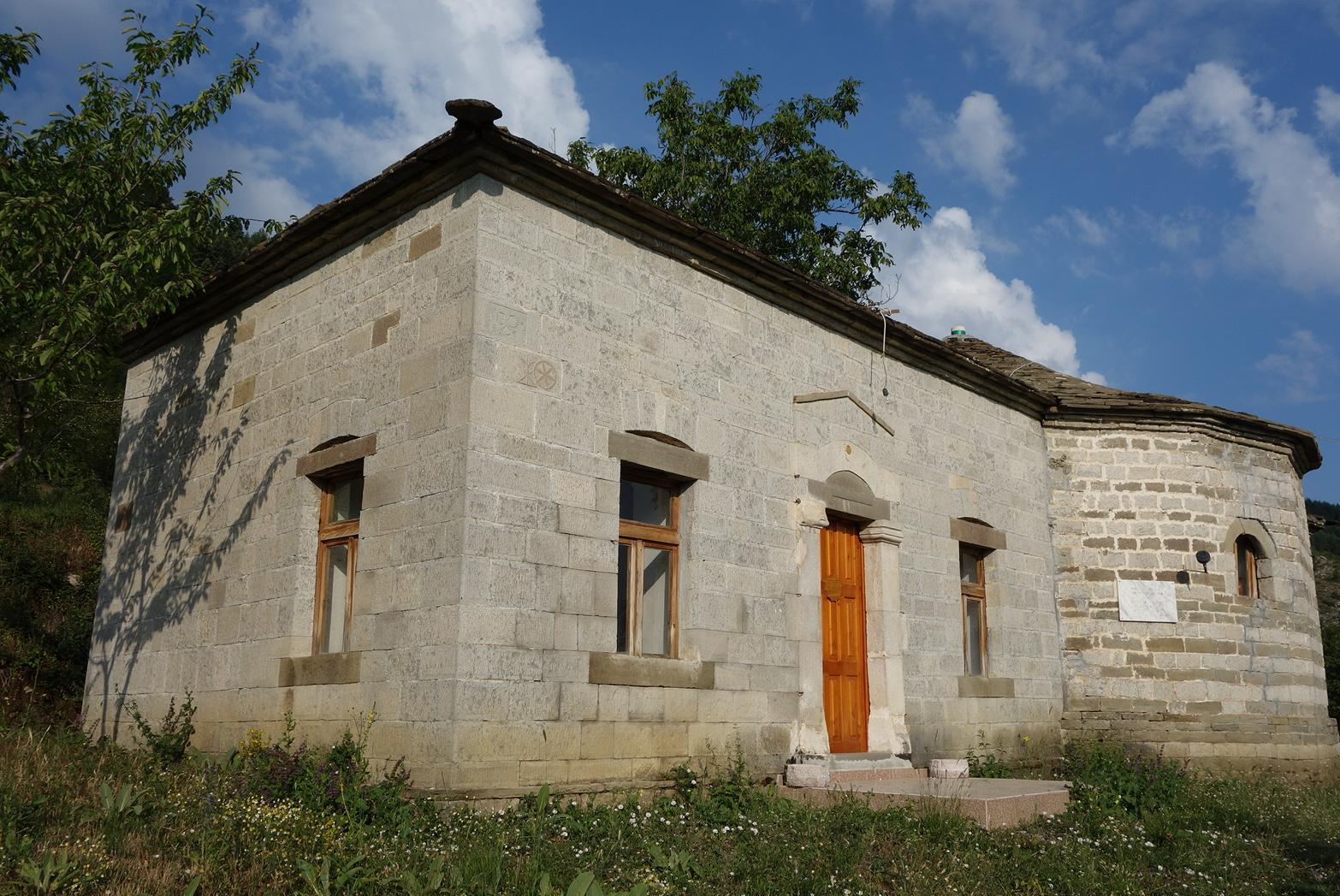
Tekke bektashi a Frashër.
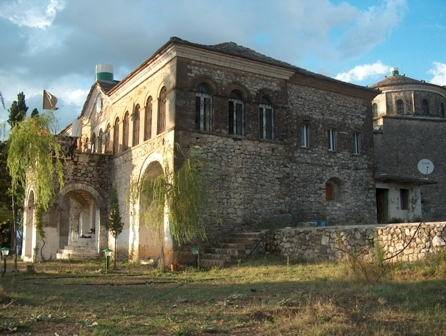
Melani teqe dei Bektashi di Argirocastro.
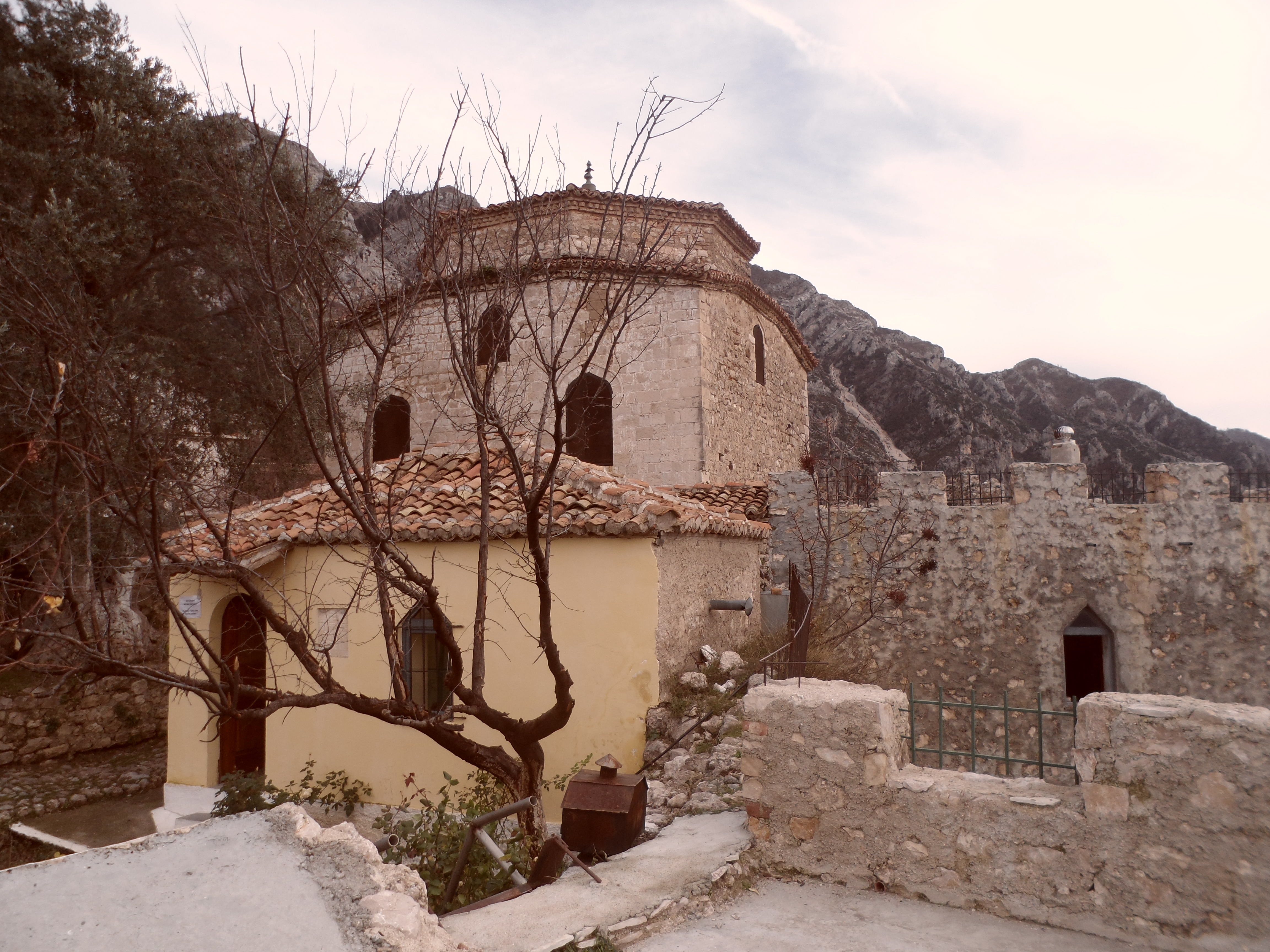
Dollma Tekke a Krujë.
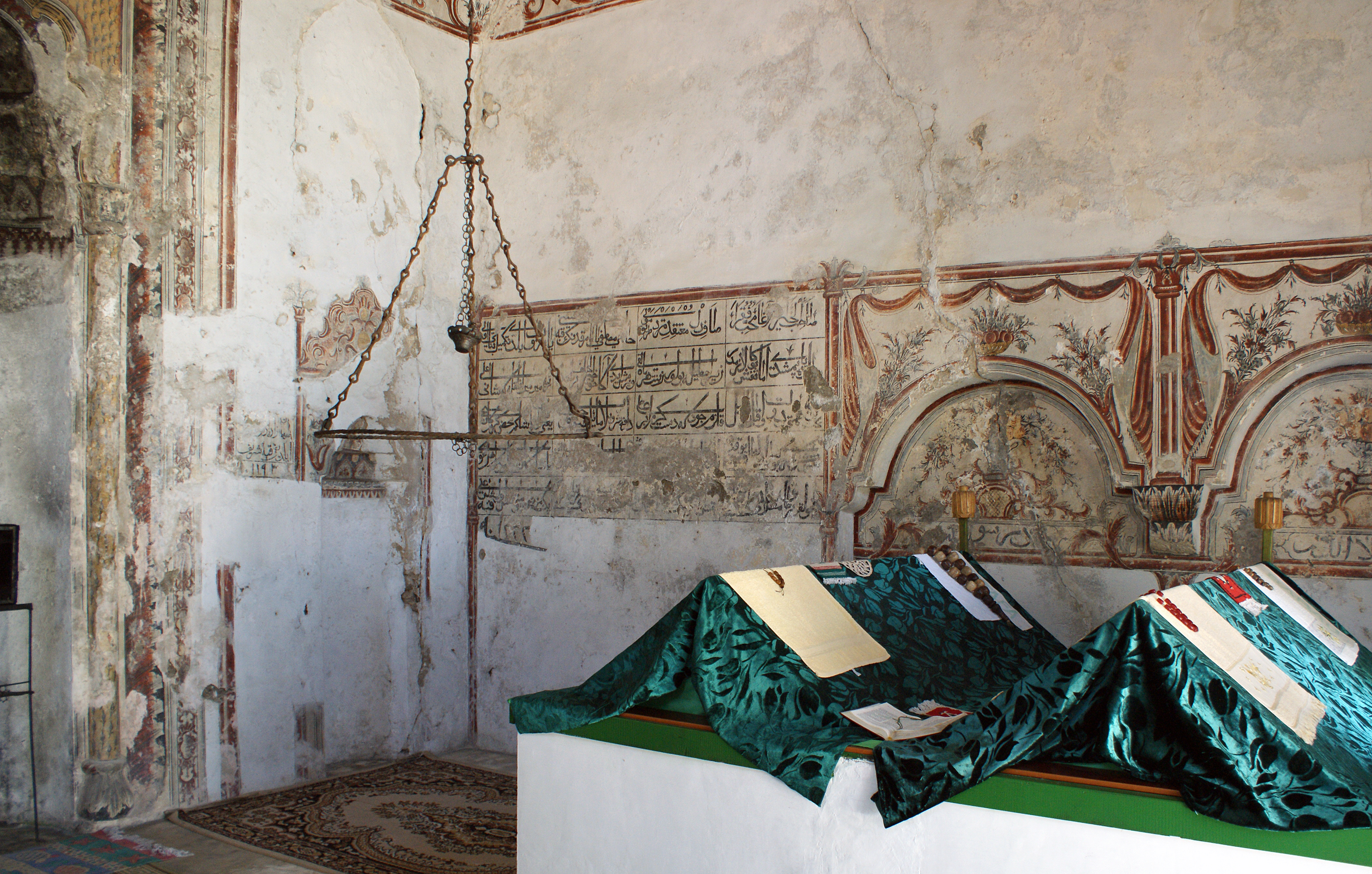
Interno del Dollma tekke con tombe di santi sufi sullo sfondo, Krujë.

### Cambiamento sociale e culturale

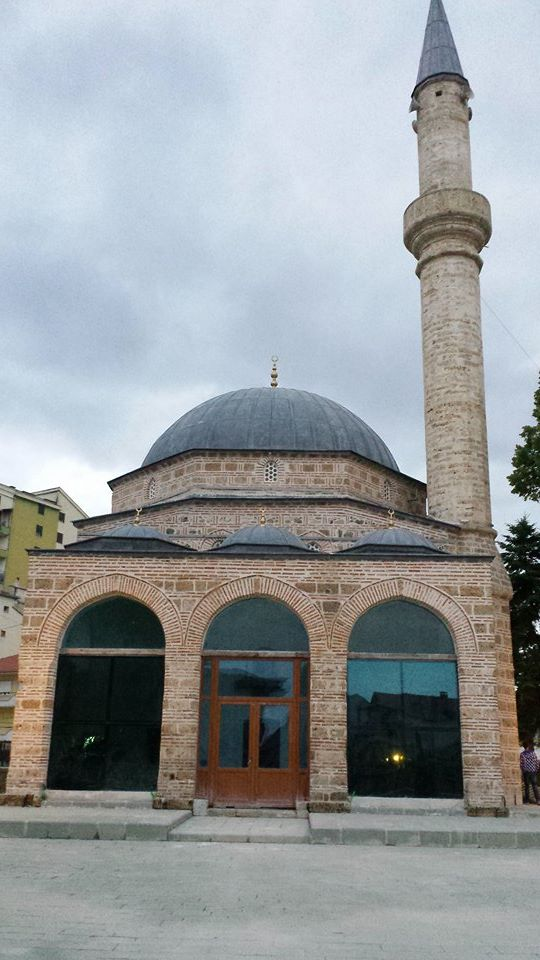
Moschea Mirahori a Coriza

La conquista ottomana portò anche cambiamenti sociali, culturali e linguistici nel mondo di lingua albanese. Dal XV secolo in poi le parole del turco ottomano entrarono nella lingua albanese. Un corpus di poeti e altri autori albanesi musulmani scriveva in turco ottomano, arabo, persiano o in lingua albanese adoperando i caratteri arabi (aljamiado) e abbracciando la prosa narrativa, la poesia, le opere di riflessione sulla religione e sulle situazioni socio-politiche. Tra questi autori spiccavano Yahya bey Dukagjini, Haxhi Shehreti o poeti bejtexhinj come Nezim Frakulla, Muhamet Kyçyku, Sulejman Naibi, Hasan Zyko Kamberi, Haxhi Ymer Kashari e altri. A eccezione di Elbasan fondata nel 1466 attorno a una fortezza, i paesi e le città dell'Albania subirono vari cambiamenti poiché adottarono gli elementi architettonici e culturali ottomani. Alcuni insediamenti, in seguito alla costruzione, da parte dell'élite albanese musulmana ottomana, di edifici legati alla religione, all'istruzione e agli scopi sociali come le moschee, madrase, gli imaret e così via, divennero nuovi centri urbani come ad esempio Coriza, Tirana e Kavajë. Nel frattempo, i centri urbani più antichi come Berat ottennero moschee, hamam (bagni ottomani), madrase (scuole religiose musulmane), caffè, tekke e divennero noti per i poeti, gli artisti e le attività accademiche. A differenza del Kosovo o della Macedonia, da un punto di vista architettonico l'eredità musulmana ottomana dell'Albania era di numero più modesto, sebbene le strutture di spicco fossero la Moschea Mirahori a Coriza (costruita nel 1495-1496), la Moschea Murad Bey a Krujë (1533–34), la Moschea di Piombo a Scutari (1773-1774), la Moschea Et'hem Bey a Tirana (avviata nel 1791-1794; terminata nel 1820-1821) e altre.
La conversione dal cristianesimo all'Islam per gli albanesi segnò anche una transizione dal Rūm millet (cristiano) alle comunità confessionali musulmane all'interno del sistema del millet ottomano che divideva e governava collettivamente i popoli dell'Impero in base alla loro religione. Gli ottomani erano comunque consapevoli dell'esistenza degli albanesi musulmani e usavano ampiamente termini come Arnavud (اروانيد) come indicatore etnico per affrontare le carenze della consueta terminologia religiosa del millet che identificava le persone nei registri statali ottomani. In turco ottomano, il paese veniva chiamato Arnavudluk (آرناوودلق). Anche una nuova e generalizzata risposta degli albanesi basata sulla coscienza etnica e linguistica a questo nuovo e diverso mondo ottomano che emerse intorno a loro riguardò un cambiamento nell'etnonimo. Il toponimo etnico Shqiptarë, derivato dal latino che connota un linguaggio chiaro e una comprensione verbale sostituì gradualmente Arbëresh/Arbënesh tra i parlanti albanesi tra la fine del XVII e l'inizio del XVIII secolo.

## Eredità

### Visioni della società albanese sull'islamizzazione dell'Albania

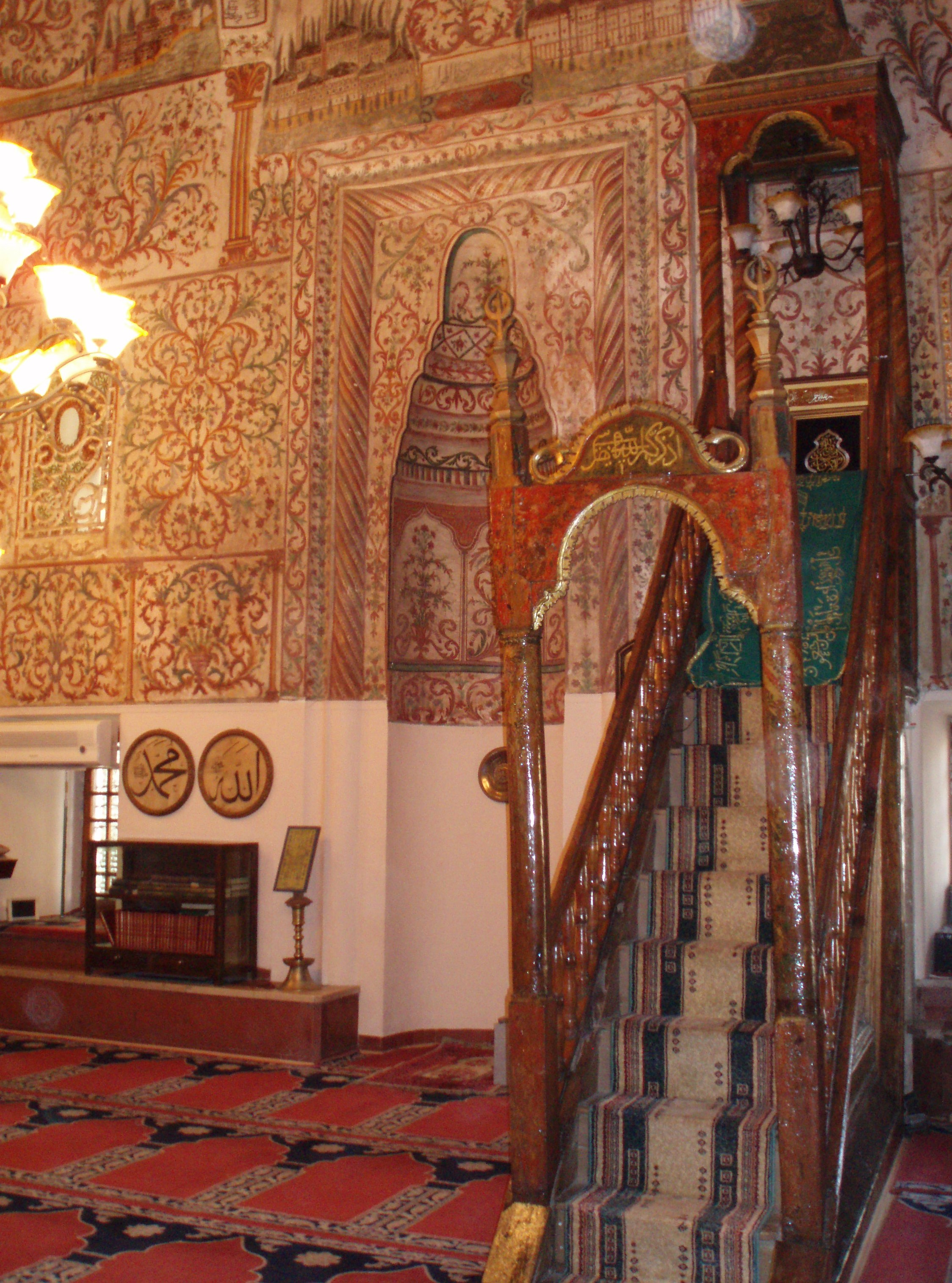
Minbar all'interno degli interni riccamente decorati della Moschea Ethem Bey, a Tirana.

Anche l'Islam e l'eredità ottomana sono stati un argomento di discussione nella più ampia società albanese. L'Islam e gli ottomani sono visti da molti albanesi come il risultato della jihad, della violenza anticristiana, della turchizzazione, e i problemi sociopolitici dell'Albania all'interno di taluni discorsi sono attribuiti come il risultato di quell'eredità. Alcuni membri della comunità musulmana, pur sminuendo il passato ottomano, hanno risposto a queste opinioni criticando ciò che percepiscono come pregiudizi nei confronti dell'Islam.
Tra gli intellettuali albanesi e altri importanti albanesi nei più ampi Balcani, sono insorti discussioni e, a volte, dibattiti sull'Islam, sulla sua eredità e sul ruolo all'interno dell'Albania. Nell'ambito di questi discorsi, la controversa terminologia orientalista, razzista e biologica è stata utilizzata da alcuni intellettuali albanesi quando hanno discusso dell'Islam, della sua eredità e del ruolo contemporaneo tra gli albanesi.

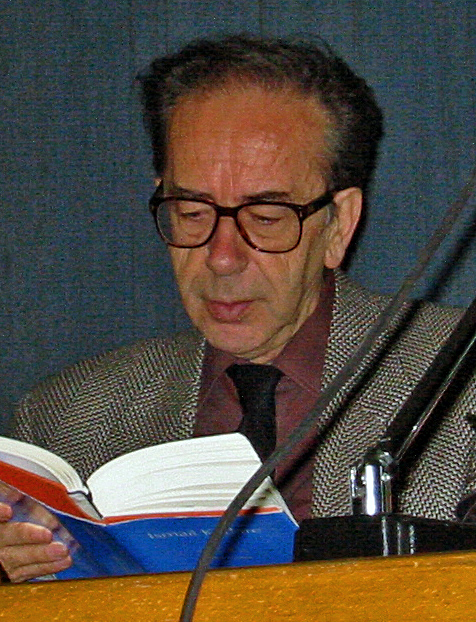
Ismail Kadare

Importanti in quelle discussioni sono stati gli scambi scritti in articoli di giornale e libri tra il romanziere Ismail Kadare di Argirocastro e il critico letterario Rexhep Qosja, un albanese dell'ex Jugoslavia a metà degli anni 2000. Kadare ha affermato che il futuro dell'Albania risiedeva nell'Europa a causa delle sue antiche radici europee e tradizioni cristiane, mentre Qosja ha sostenuto che l'identità albanese era sia una miscela di culture occidentali (cristiane) che orientali (Islam) e spesso adattabile ai contesti storici. Piro Misha ha scritto che l'islamizzazione degli albanesi durante il XVII e il XVIII secolo ha rappresentato "due dei secoli più bui nella storia moderna dell'Albania". Misha ha anche affermato che a causa di quell'esperienza "l'Albania è stata probabilmente più influenzata dalla cultura turco-orientale rispetto a qualsiasi altro paese della regione", anche se ha osservato che i musulmani albanesi erano solamente un gruppo musulmano "nella Turchia europea i quali hanno creato una causa comune con i loro compatrioti cristiani per combattere contro il governo di Costantinopoli".
In un discorso del 2005 pronunciato in Gran Bretagna l'ex presidente, Alfred Moisiu ha fatto riferimento all'Islam in Albania come a un "volto europeo", essendo "di superficie" e che "se si scava un po' in ogni albanese, si può scoprire il suo nucleo cristiano". Il Forum musulmano dell'Albania ha risposto a questi, e ai commenti di Kadare, definendoli "razzisti" contenenti "islamofobia" e "profondamente offensivi". Seguendo le tendenze risalenti al regime comunista, l'establishment politico albanese post-comunista ha continuato ad avvicinarsi all'Islam ritenuto come la fede dell'"invasore" ottomano. Alcuni scrittori albanesi hanno anche affermato che la dedizione albanese all'Islam era superficiale; tali argomenti sono stati popolari all'interno delle comunità albanesi ortodosse e cattoliche. Nei dibattiti sui libri di testo delle scuole albanesi in cui alcuni storici chiedevano la rimozione di contenuti offensivi riguardanti i turchi, alcuni storici cristiani albanesi hanno reagito con rabbia riferendosi alle esperienze negative del periodo ottomano e chiedendo un risarcimento alla Turchia per "l'invasione" dell'Albania e l'islamizzazione degli albanesi.

### Opinioni dell'establishment religioso sull'islamizzazione dell'Albania
Le istituzioni religiose ufficiali cristiane e musulmane e il loro clero hanno opinioni divergenti sul periodo ottomano e sulla conversione all'Islam da parte degli albanesi. Sia il clero cattolico che quello ortodosso interpretano l'era ottomana come un'epoca repressiva che era caratterizzata da discriminazioni e violenza anticristiane, mentre l'Islam è visto come un elemento straniero che sfidava la tradizione e la coesione albanese. La conversione all'Islam da parte degli albanesi è vista dal clero sia cattolico che ortodosso come una falsificazione dell'identità albanese, sebbene i musulmani albanesi siano ritenuti come vittime innocenti dell'islamizzazione. Il clero musulmano sunnita albanese, tuttavia, vede la conversione degli albanesi come un processo volontario, ed elude le controversie religiose associate all'era ottomana. L'Islam sufi in Albania interpreta l'era ottomana come la promozione di una forma distorta di Islam che era stata corrotto all'interno di un sistema politico ottomano sunnita che li perseguitava. Il clero cristiano considera gli albanesi musulmani come parte della più ampia nazione albanese e il clero musulmano non esprime derisione per le persone che non sono diventate musulmane in Albania. Le identità cristiane in Albania sono state forgiate trovandosi in una posizione di minoranza, anche a volte con esperienze di discriminazione che hanno subìto storicamente in relazione alla maggioranza musulmana. Nel contempo, il clero musulmano in Albania sottolinea il cambio di fortuna che la fine dell'Impero ottomano ha portato con l'emancipazione politica dei cristiani balcanici, rendendo i musulmani una minoranza religiosa in epoca contemporanea.

### Islamizzazione dell'Albania all'interno dei campi di studio
Nel periodo contemporaneo, all'interno dei campi di studio, la conversione degli albanesi e l'eredità dell'Islam all'interno dell'Albania è un argomento controverso. L'era comunista e gli studiosi albanesi contemporanei con prospettive nazionaliste interpretano il periodo ottomano come negativo e minimizzano la conversione all'Islam in quanto non ha portato quasi nessun beneficio per gli albanesi in senso socio-culturale e religioso. Nel 1975, Hasan Kaleshi ha sfidato queste visioni principalmente "negative" del periodo dell'islamizzazione. La posizione di Kaleshi, in seguito sostenuta da Elsie e Schmidt-Neke, ha sottolineato che la conquista ottomana e la conversione all'Islam degli albanesi hanno evitato l'ellenizzazione e la slavizzazione allo stesso modo in cui le invasioni slave del VI secolo avevano fermato il processo di romanizzazione del capostipiti degli albanesi. Tale posizione ha sostenuto che la parziale islamizzazione della popolazione, sebbene riconosciuta all'interno del sistema del millet, ha fermato il processo di assimilazione che si verificava attraverso le chiese e l'influenza dei proprietari terrieri greci, latini e slavi. Inoltre, l'islamizzazione degli albanesi ha portato anche all'espansione dell'area di insediamento albanese balcanico attraverso i movimenti di popolazione o l'assimilazione di altri elementi musulmani non albanesi durante il dominio ottomano. La tesi di Kaleshi è stata nel tempo distorta da alcuni albanesi che sostengono che gli albanesi si siano convertiti all'Islam con l'obiettivo di mantenere la loro identità nazionale ed etnica, invece di preservare l'identità albanese come conseguenza dell'islamizzazione e del dominio ottomano; tale assunto è un "ribaltamento" dell'argomento di Kaleshi.